# Єлітово
Єлітово (пол. Jelitowo) — село в Польщі, у гміні Неханово Гнезненського повіту Великопольського воєводства.
Населення — 170 осіб (2011).
У 1975-1998 роках село належало до Познанського воєводства.

## Демографія
Демографічна структура станом на 31 березня 2011 року:
|          | Загалом | Допрацездатний вік | Працездатний вік | Постпрацездатний вік |
| -------- | ------- | ------------------ | ---------------- | -------------------- |
| Чоловіки | 86      | 18                 | 64               | 4                    |
| Жінки    | 84      | 18                 | 55               | 11                   |
| Разом    | 170     | 36                 | 119              | 15                   |